# La cicatriu
La cicatriu (títol original en anglès: Hollow Triumph) és una pel·lícula estatunidenca de gènere negre de Steve Sekely, dirigida i estrenada el 1948. Ha estat doblada al català.

## Argument
Quan surt de la presó, John Muller decideix organitzar un gran cop, malgrat les reticències dels seus socis: l'atracament a un casino privat.
Com va malament, ha d'escapar-se perseguit pels dos assassins enviats pel propietari del casino. Un dia, descobreix que té un sòsia, un psiquiatre anomenat Bartok; l'única diferència entre ells que és la cicatriu que el psiquiatre té a la seva cara.

## Repartiment
- Paul Henreid: John Muller / Dr. Victor Emil Bartok
- Joan Bennett: Evelyn Hahn
- Eduard Franz: Frederick Muller
- Leslie Brooks: Virginia Taylor
- John Qualen: Dr. Swangron D.D.S.
- Mabel Paige: Dona de fer feines
- Herbert Rudley: Marcy
- Charles Arnt: Coblenz
- George Chandler: Artell
- Sid Tomack: Aubrey
- Alvin Hammer: Jerry
- Ann Staunton: Blonde
- Paul E. Burns: Harold
- Charles Trowbridge: Warden, director de la presó
- Morgan Farley: Howard Anderson